# NGC 4714
NGC 4714 é uma galáxia elíptica (E-S0) localizada na direcção da constelação de Corvus. Possui uma declinação de -13° 19' 28" e uma ascensão recta de 12 horas, 50 minutos e 19,2 segundos.
A galáxia NGC 4714 foi descoberta em 27 de Março de 1786 por William Herschel.